# Hohenschwangau
Hohenschwangau korábban önálló falu, ma Schwangau település része Ostallgäu járásban, Bajorország déli részén, Füssen városától nem messze. A Neuschwanstein kastély és a Hohenschwangau kastély közötti területen helyezkedik el (nyugaton az Alpsee nevű tó határolja), a két palota kiemelkedő kulturális jelentősége miatt a település évente 2 milliónál is több turistát vonz.
Maga Hohenschwangau főként parkolókból, hotelekből, éttermekből, turistaházakból és ajándékboltokból áll. 2011-ben alapították meg a településen a Bajor Királyok Múzeumát. A falu szülötte Helen Vita énekes-színésznő, valamint Julien Duvivier  francia rendező is itt forgatta Marianne de ma jeunesse című filmjének egyes kültéri jeleneteit.

## Fordítás
- Ez a szócikk részben vagy egészben  a   Hohenschwangau című angol Wikipédia-szócikk ezen változatának fordításán alapul.  Az eredeti cikk szerkesztőit annak laptörténete sorolja fel. Ez a jelzés csupán a megfogalmazás eredetét és a szerzői jogokat jelzi, nem szolgál a cikkben szereplő információk forrásmegjelöléseként.